# Desa Purwadadi (administrativ by i Indonesien, Jawa Tengah, lat -7,18, long 109,03)
Desa Purwadadi är en administrativ by i Indonesien.   Den ligger i provinsen Jawa Tengah, i den västra delen av landet, 260 km öster om huvudstaden Jakarta.